# Barbara Gaskin
Barbara Gaskin (født 1950 i Hatfield) er en britisk sanger der, sammen med sin musikalske partner keyboardspilleren Dave Stewart, dannede en duo i 1981. I september samme år opnåede de en førsteplads på hitlisten i Storbritannien med en coverversion af sangen "It's My Party". De efterfølgende singler "Busy Doing Nothing" fra 1983 og "The Locomotion" fra 1986 gik også ind på UK Singles Chart, dog uden at opnå samme højde som deres debutudgivelse. Fem albums fulgte senere, udgivet på duoens eget pladeselskab Broken Records. Gaskin og Stewart arbejder satdig sammen, og spiller til tider ved koncerter sammen med Andy Reynolds på guitar.
Gaskin var tidligere forsanger i det britiske folkemusikband Spirogyra (1969-1974).